# 孫嘉
孙嘉（？—？），姬姓、孙氏，中国春秋时期卫国人，上卿孙林父的儿子，孙蒯的兄弟。
前559年，孙林父、孙蒯废黜卫献公，拥立卫殇公。前547年，孙文子在戚，孙嘉聘于到齐国聘问，孙襄居守卫国。二月初七日，宁喜杀死了卫侯剽和太子角，立卫献公复辟，孙林父以戚地归附晋国避难。一说孙武就是孙嘉的后裔。《唐文續拾》所载《唐幽州内衙副将、中散大夫、试殿中监乐安郡孙府君神道碑》称孙武是卫国孙林父的后代。